# Brandon Jefferson
Brandon Jefferson (Flower Mound, 25 novembre 1991) è un cestista statunitense, professionista in Europa.

## Carriera
Dopo quattro stagioni in NCAA con la maglia dell'università di Metropolitan State College of Denver, esordisce come professionista nella massima lega finlandese con la maglia del KTP-Basket.  Successivamente si sposta in Germania dove, con la maglia dei Phoenix Hagen, raggiunge la salvezza nella Basketball-Bundesliga. Nella stagione 2016-2017 disputa il campionato sloveno con la maglia della Olimpija Ljubljana dove raggiunge le vittorie sia in campionato che in Coppa di Slovenia. Nel luglio del 2017 firma con la Pallacanestro Trapani militante in Serie A2.

## Statistiche

### Eurocup
| Anno      | Squadra          | PG | PT | MP   | TC%  | 3P%  | TL%  | RP  | AP  | PRP | SP  | PP  |
| --------- | ---------------- | -- | -- | ---- | ---- | ---- | ---- | --- | --- | --- | --- | --- |
| 2016-2017 | Olimpija Lubiana | 8  | 8  | 30,8 | 33,9 | 34,2 | 95,5 | 2,9 | 3,5 | 1,2 | 0,0 | 9,2 |
| Carriera  | Carriera         | 8  | 8  | 30,8 | 33,9 | 34,2 | 95,5 | 2,9 | 3,5 | 1,2 | 0,0 | 9,2 |

## Palmarès
- Campionato sloveno: 1

Union Olimpija: 2016-2017
- Coppa di Slovenia: 1

Union Olimpija: 2017
- Coppa di Francia: 1

Pau-Lacq-Orthez: 2021-2022